# Natação no Campeonato Mundial de Esportes Aquáticos de 2023 - 100 m costas feminino
A competição dos 100 metros costas feminino de Natação no Campeonato Mundial de Esportes Aquáticos de 2023 fora realizada nos dias 24 e 25 de julho de 2023 na Marine Messe Fukuoka em Fukuoka, no Japão. Ao todo, 61 atletas de 54 Comitês Olímpicos Nacionais participaram do evento. Kaylee McKeown, nadadora australiana fora vencedora do evento estabelecendo o novo recorde do campeonato. 

## Formato da competição
A competição consiste em três rodadas: eliminatórias, semifinais e final. Os nadadores com os 16 melhores tempos nas baterias preliminares avançam as semifinais. Já os nadadores com os 8 melhores tempos nas semifinais avançam a final. Desempates (swim-offs) são utilizados conforme necessário para quebrar os empates de avanço a próxima rodada.

## Calendário
Todos os horários estão na Hora legal japonesa (UTC+9).
| Data                | Horário | Fase          |
| ------------------- | ------- | ------------- |
| 24 de julho de 2023 | 10:32   | Eliminatórias |
| 24 de julho de 2023 | 20:53   | Semifinais    |
| 25 de julho de 2023 | 20:51   | Final         |

## Recordes
Antes desta competição, os recordes mundiais e do campeonato nesta prova eram os seguintes:
| Tipo                  | Atleta         | Tempo  | Local    | Data                |
| --------------------- | -------------- | ------ | -------- | ------------------- |
|                       | Kaylee McKeown | 57s 45 | Adelaide | 13 de junho de 2021 |
| Recorde do campeonato | Regan Smith    | 57s 57 | Gwangju  | 28 de julho de 2019 |

Nesta competição, o seguinte recorde do campeonato fora batido:
| Data        | Evento | Nome           | CON       | Tempo | Recorde               |
| ----------- | ------ | -------------- | --------- | ----- | --------------------- |
| 25 de julho | Final  | Kaylee McKeown | Austrália | 57.53 | Recorde do campeonato |

## Medalhistas
| Ouro                       | Prata                        | Bronze                             |
| Kaylee McKeown · Austrália | Regan Smith · Estados Unidos | Katharine Berkoff · Estados Unidos |

## Resultados

### Eliminatórias
As eliminatórias foram realizadas no dia 24 de julho com início às 10:32.
| Pos. | Bateria | Raia | Nadadora                    | CON                   | Tempo   | Notas |
| ---- | ------- | ---- | --------------------------- | --------------------- | ------- | ----- |
| 1    | 6       | 4    | Regan Smith                 | Estados Unidos        | 58.47   | Q     |
| 2    | 7       | 4    | Kaylee McKeown              | Austrália             | 58.90   | Q     |
| 3    | 5       | 4    | Katharine Berkoff           | Estados Unidos        | 59.04   | Q     |
| 4    | 7       | 5    | Kylie Masse                 | Canadá                | 59.14   | Q     |
| 5    | 6       | 3    | Letian Wan                  | China                 | 59.52   | Q     |
| 6    | 7       | 2    | Pauline Mahieu              | França                | 59.60   | Q     |
| 7    | 6       | 6    | Maaike de Waard             | Países Baixos         | 59.89   | Q     |
| 8    | 5       | 5    | Xueer Wang                  | China                 | 59.93   | Q     |
| 9    | 6       | 5    | Ingrid Wilm                 | Canadá                | 59.96   | Q     |
| 10   | 5       | 7    | Madison Wilson              | Austrália             | 1:00.04 | Q     |
| 11   | 6       | 1    | Lauren Cox                  | Reino Unido           | 1:00.10 | Q     |
| 12   | 7       | 6    | Medi Eira Harris            | Reino Unido           | 1:00.11 | Q     |
| 13   | 5       | 3    | Margherita Panziera         | Itália                | 1:00.40 | Q     |
| 14   | 5       | 1    | Simona Kubova               | Chéquia               | 1:00.45 | Q     |
| =15  | 7       | 0    | Hanna Rosvall               | Suécia                | 1:00.46 | Q     |
| =15  | 7       | 3    | Kira Toussaint              | Países Baixos         | 1:00.46 | Q     |
| 17   | 5       | 2    | Adela Piskorska             | Polónia               | 1:00.51 |       |
| 18   | 6       | 8    | Eunji Lee                   | Coreia do Sul         | 1:00.56 |       |
| =19  | 4       | 4    | Helena Gasson               | Nova Zelândia         | 1:00.83 |       |
| =19  | 7       | 1    | Rio Shirai                  | Japão                 | 1:00.83 |       |
| 21   | 7       | 7    | Carmen Weiler Sastre        | Espanha               | 1:00.87 |       |
| 22   | 5       | 6    | Roos Vanotterdijk           | Bélgica               | 1:00.95 |       |
| 23   | 7       | 9    | Hoi Shun Stephanie Au       | Hong Kong             | 1:01.08 |       |
| 24   | 6       | 0    | Camila Rebelo               | Portugal              | 1:01.27 |       |
| 25   | 5       | 8    | Ingeborg Loyning            | Noruega               | 1:01.32 |       |
| 26   | 6       | 2    | Paulina Peda                | Polónia               | 1:01.40 |       |
| 27   | 7       | 8    | Danielle Hill               | Irlanda               | 1:01.51 |       |
| =28  | 4       | 3    | Aviv Barzelay               | Israel                | 1:01.66 |       |
| =28  | 4       | 6    | Gabriela Georgieva          | Bulgária              | 1:01.66 |       |
| 30   | 6       | 7    | Analia Pigree               | França                | 1:01.67 |       |
| 31   | 6       | 9    | Nina Kost                   | Suíça                 | 1:02.03 |       |
| 32   | 4       | 5    | Andrea Berrino              | Argentina             | 1:02.34 |       |
| 33   | 4       | 1    | Xeniya Ignatova             | Cazaquistão           | 1:02.34 |       |
| 34   | 4       | 8    | Milla Drakopoulos           | África do Sul         | 1:02.77 |       |
| 35   | 5       | 0    | Dora Molnar                 | Hungria               | 1:02.62 |       |
| 36   | 4       | 7    | Julia Goes                  | Brasil                | 1:02.87 |       |
| 37   | 5       | 9    | Miranda Grana Perez         | México                | 1:02.91 |       |
| 38   | 3       | 4    | Mckenna de Bever            | Peru                  | 1:03.12 |       |
| 39   | 4       | 9    | Emma Harvey                 | Bermudas              | 1:03.14 |       |
| 40   | 4       | 2    | Tatiana Salcutan            | Moldávia              | 1:03.18 |       |
| 41   | 3       | 5    | Elizabeth Jimenez           | República Dominicana  | 1:03.45 |       |
| 42   | 3       | 1    | Andrea Becali               | Cuba                  | 1:03.45 |       |
| 43   | 3       | 6    | Danielle Titus              | Barbados              | 1:04.40 |       |
| 44   | 3       | 3    | Saovanee Boonamphai         | Tailândia             | 1:04.53 |       |
| 45   | 4       | 0    | Abril Aunchayna             | Uruguai               | 1:04.66 |       |
| =46  | 1       | 3    | Felicity Passon             | Seicheles             | 1:05.35 |       |
| =46  | 3       | 2    | Carolina Cermelli           | Panamá                | 1:04.85 |       |
| 48   | 3       | 8    | Donata Katai                | Zimbabwe              | 1:04.85 |       |
| 49   | 3       | 0    | Ganga Senavirathne          | Sri Lanka             | 1:04.86 |       |
| 50   | 3       | 7    | Anishta Teeluck             | Ilhas Maurícias       | 1:05.32 |       |
| 51   | 1       | 4    | Gaurika Singh               | Nepal                 | 1:06.80 |       |
| 52   | 3       | 9    | Eda Zeqiri                  | Kosovo                | 1:07.17 |       |
| 53   | 2       | 5    | Ariuntamir Enkh-mgalan      | Mongólia              | 1:08.59 |       |
| 54   | 2       | 1    | Weng Lam Cheang             | Macau                 | 1:08.60 |       |
| 55   | 2       | 4    | Aynura Primova              | Turquemenistão        | 1:08.97 |       |
| 56   | 2       | 8    | Idealy Tendrinavalona       | Madagáscar            | 1:10.29 |       |
| 57   | 2       | 3    | Chanchakriya Kheun          | Camboja               | 1:10.51 |       |
| 58   | 2       | 6    | Jennifer Lynnharding-marlin | São Cristóvão e Neves | 1:12.19 |       |
| 59   | 1       | 5    | Abigail Ai Tom              | Papua-Nova Guiné      | 1:14.69 |       |
| 60   | 2       | 2    | Hamna Ahmed                 | Maldivas              | 1:18.17 |       |
| 61   | 2       | 7    | Ammara Pinto                | Malawi                | 1:22.06 |       |

Semifinais
As semifinais foram realizadas no dia 24 de julho com início às 20:53.
| Pos. | Bateria | Raia | Nadadora            | CON            | Tempo   | Notas |
| ---- | ------- | ---- | ------------------- | -------------- | ------- | ----- |
| 1    | 2       | 4    | Regan Smith         | Estados Unidos | 58.33   | Q     |
| 2    | 1       | 4    | Kaylee McKeown      | Austrália      | 58.48   | Q     |
| 3    | 2       | 5    | Katharine Berkoff   | Estados Unidos | 58.60   | Q     |
| 4    | 1       | 5    | Kylie Masse         | Canadá         | 59.06   | Q     |
| 5    | 1       | 3    | Pauline Mahieu      | França         | 59.30   | Q     |
| 6    | 2       | 2    | Ingrid Wilm         | Canadá         | 59.35   | Q     |
| 7    | 2       | 3    | Letian Wan          | China          | 59.49   | Q     |
| 8    | 1       | 7    | Medi Eira Harris    | Reino Unido    | 59.62   | Q     |
| 9    | 1       | 2    | Madison Wilson      | Austrália      | 59.63   |       |
| 10   | 2       | 7    | Lauren Cox          | Reino Unido    | 59.79   |       |
| 11   | 2       | 6    | Maaike de Waard     | Países Baixos  | 59.84   |       |
| 12   | 1       | 8    | Kira Toussaint      | Países Baixos  | 59.89   |       |
| 13   | 1       | 6    | Xueer Wang          | China          | 59.96   |       |
| 14   | 1       | 1    | Simona Kubova       | Chéquia        | 1:00.43 |       |
| 15   | 2       | 8    | Hanna Rosvall       | Suécia         | 1:00.65 |       |
| 16   | 2       | 1    | Margherita Panziera | Itália         | 1:01.31 |       |

### Final
A final fora realizada no dia 25 de julho às 20:51.
| Pos.              | Raia | Nadador           | CON            | Tempo   | Notas                 |
| ----------------- | ---- | ----------------- | -------------- | ------- | --------------------- |
| Medalha de ouro   | 5    | Kaylee McKeown    | Austrália      | 57.53   | Recorde do campeonato |
| Medalha de prata  | 4    | Regan Smith       | Estados Unidos | 57.78   |                       |
| Medalha de bronze | 3    | Katharine Berkoff | Estados Unidos | 58.25   |                       |
| 4                 | 6    | Kylie Masse       | Canadá         | 59.09   |                       |
| 5                 | 7    | Ingrid Wilm       | Canadá         | 59.31   |                       |
| 6                 | 2    | Pauline Mahieu    | França         | 59.72   |                       |
| 7                 | 8    | Medi Harris       | Reino Unido    | 59.84   |                       |
| 8                 | 1    | Wan Letian        | China          | 1:00.39 |                       |

Legenda
| Recorde mundial       | Recorde mundial (World record)               |                       | Recorde africano                      | Recorde africano (African) |                                           | Q | Classificado por posição (Qualified) |
| Recorde do campeonato | Recorde do campeonato (Championship record)  | Recorde da América    | Recorde da América (Americas)         | q                          | Classificado por melhor tempo (Qualified) |   |                                      |
| Melhor marca do ano   | Melhor marca do ano (World leading)          | Recorde asiático      | Recorde asiático (Asian)              | DNS                        | Não largou (Did not start)                |   |                                      |
| Recorde nacional      | Recorde nacional (National record)           | Recorde europeu       | Recorde europeu (European)            | DNF                        | Não terminou (Did not finish)             |   |                                      |
| Recorde pessoal       | Recorde pessoal do atleta (Personal best)    | Recorde da Oceania    | Recorde da Oceania (Oceania)          | DSQ / DQ                   | Desclassificado (Disqualified)            |   |                                      |
| Recorde da temporada  | Recorde da temporada do atleta (Season best) | Recorde sul-americano | Recorde sul-americano (South America) | NM                         | Sem marca (No mark)                       |   |                                      |